# 鈴木淳 (声優)
鈴木 淳（すずき じゅん、1970年6月19日 - ）は、日本の男性声優。
神奈川県出身。
以前は、ケッケコーポレーションに所属していた。

## 出演作品

### テレビアニメ
1997年
- マスターモスキートン'99（池谷先生、部下、TVキャスター、調査隊、男1、ミイラ博士）

1998年
- 頭文字D First Stage（章央、真彦）※第1期
- カードキャプターさくら クロウカード編　※第1期
- 星方武侠アウトロースター（役人、兵士）
- マスターモスキートン'99（警官、カカシA、観測隊員、島田、賢者、村人）

2001年
- キャプテン翼（肖俊光）※平成版
- HUNTER×HUNTER（梟）※第1作

### OVA
1998年
- 教科書にないッ!（木村）
- ジオブリーダーズ 魍魎遊撃隊 File-X ちびねこ奪還（市民たち）

### ゲーム
1997年
- スタンバイSay You!

1998年
- 金田一少年の事件簿 星見島 悲しみの復讐鬼（大山良介）

2002年
- キャプテン翼 黄金世代の挑戦

### ドラマCD
2000年
- 遙かなる時空の中で〜八葉萌芽の巻〜前編（青年）

### 舞台
- 平成1年　立教大学「劇団テアトルジュンヌ」入団
  - 「CO-TALE」
  - 「OH MY神様」
  - 「月は東に日は西に」他多数出演
- 平成4年　劇団「デリシャスモンキーブラザーズ」創立メンバーとして駅前劇場を中心に活躍。
- 平成7年　劇団「シアトリカル・ベース・ワンスモア」
  - 「夜叉」
  - 「ALONE AGAIN」
  - 「優しいと言えば僕らはいつもわかりあえた」
  - 「月の砂漠」
  - 「倭王伝 巻の二 八岐大蛇」
  - 「645 taika-no-kaishin」
  - 「橋」他多数出演